# Lunay
Lunay – miejscowość i gmina we Francji, w Regionie Centralnym, w departamencie Loir-et-Cher.
Według danych na rok 1990 gminę zamieszkiwały 1213 osoby, a gęstość zaludnienia wynosiła 31 osób/km² (wśród 1842 gmin Centre, Lunay plasuje się na 323. miejscu pod względem liczby ludności, natomiast pod względem powierzchni na miejscu 183.).